# Tianyuraptor
Tianyuraptor („lovec z (muzea) Tianyu“) byl rod poměrně drobného dromaeosauridního teropodního dinosaura, který žil před asi 120 až 110 miliony let na území současné provincie Liao-ning (severovýchodní Čína).

## Popis
Tento asi 1,6 až 2,5 metru dlouhý a zhruba 10 až 20 kilogramů vážící dravec je podobný většině jiných dromeosauridů, je však méně vývojově odvozený. Jde zřejmě o jakýsi přechodný typ dromeosaurida mezi pozdějšími laurasijskými a gondwanskými typy. Typový exemplář s katalogovým označením STM1-3 je téměř kompletní kostrou, postrádající pouze konec ocasní části páteře. Typový druh T. ostromi byl v roce 2009 pojmenován na počest amerického paleontologa Johna Ostroma, který popsal příbuzný a populárnější rod Deinonychus.
Blízce příbuzným rodem dromeosaurida je například další čínský taxon Daurlong.

## Paleoekologie
Fosilní a sedimentologický výzkum naznačuje, že ekosystém tohoto teropoda měl podobu jezera, zasaženého zemětřesením a sopečnou erupcí. Fosilie organismů v těchto sedimentech byly zřejmě zachovány právě vlivem těchto událostí.